# 2020年のいわきFC
2020年のいわきFCは、いわきFCの2020年シーズン成績を詳述する。
クラブスローガンは「WE PLAY ON～魂の息吹（いぶ）くフットボールで人の心をゆさぶる」

## 加入・移籍選手

### 2019-2020・冬の移籍

#### IN
| Pos | 選手名     | 生年月日 (年齢)        | 前所属           | 発表日         | 備考     |
| MF  | 山口大輝   | 1997年11月2日（21歳）  | 流通経済大学     | 2019年11月28日 | 新加入   |
| FW  | 岩渕弘人   | 1997年9月17日（21歳）  | 仙台大学         | 2019年11月28日 | 新加入   |
| DF  | 田中龍志郎 | 1995年5月7日（23歳）   | ソニー仙台FC     | 2019年12月04日 | 完全移籍 |
| FW  | 鈴木翔大   | 1993年4月3日（25歳）   | ソニー仙台FC     | 2019年12月04日 | 完全移籍 |
| MF  | 松本健太郎 | 1996年3月14日（23歳）  | ファジアーノ岡山 | 2019年12月23日 | 完全移籍 |
| MF  | 黒澤丈     | 1998年3月1日（21歳）   | 流通経済大学     | 2019年12月23日 | 新加入   |
| MF  | 谷村海那   | 1998年3月5日（21歳）   | 国士舘大学       | 2019年12月23日 | 新加入   |
| MF  | 今吉晃平   | 1998年3月14日（21歳）  | 桃山学院大学     | 2019年12月23日 | 新加入   |
| FW  | 滝沢昂司   | 1997年12月17日（21歳） | 桐蔭横浜大学     | 2019年12月25日 | 新加入   |

#### OUT
| Pos | 選手名       | 生年月日 (年齢)        | 在籍期間      | 契約解除 発表日 | 移籍先                     | 移籍先 発表日  | 備考     |
| DF  | 附木雄也     | 1994年12月17日（24歳） | 2019年        | 2019年12月03日  | FC大阪                     | 2020年01月31日 | 完全移籍 |
| DF  | 鈴木一朗     | 1995年8月1日（24歳）   | 2018年-2019年 | 2019年12月03日  | 奈良クラブ                 | 2019年12月27日 | 完全移籍 |
| FW  | 久永翼       | 1993年5月13日（26歳）  | 2016年-2019年 | 2019年12月03日  | いわきFCアカデミースタッフ | 2020年01月13日 | 現役引退 |
| DF  | 椿健太郎     | 1996年7月13日（23歳）  | 2019年        | 2019年12月03日  | 東京ユナイテッドFC         | 2020年01月15日 | 完全移籍 |
| MF  | 宮澤弘       | 1995年5月7日（24歳）   | 2019年        | 2019年12月03日  | 南葛SC                     | 2020年02月09日 | 完全移籍 |
| FW  | 小枇ランディ | 1999年4月30日（20歳）  | 2018年-2019年 | 2019年12月03日  | UDオリヴェイレンセ         | 2020年02月01日 | 完全移籍 |
| FW  | 小野瀬恵亮   | 1994年7月8日（25歳）   | 2017年-2019年 | 2019年12月03日  | つくばFC                   | 2020年04月07日 | 完全移籍 |
| DF  | 五十嵐陸     | 1998年12月4日（20歳）  | 2017年-2019年 | 2019年12月03日  | 東京ユナイテッドFC         | 2020年01月15日 | 完全移籍 |
| DF  | 高橋大河     | 1998年9月29日（21歳）  | 2017年-2019年 | 2019年12月03日  | 引退                       | 2019年12月03日 | 現役引退 |
| FW  | 吉田篤志     | 1999年4月7日（20歳）   | 2018年-2019年 | 2019年12月18日  | 栃木シティFC               | 2019年12月18日 | 完全移籍 |
| FW  | 赤星魁麻     | 1997年1月9日（22歳）   | 2019年        | 2019年12月23日  | 高知ユナイテッドSC         | 2020年01月14日 | 完全移籍 |
| MF  | 熊川翔       | 1997年4月2日（22歳）   | 2018年-2019年 | 2019年12月25日  | 横浜FC                     | 2019年12月25日 | 完全移籍 |

### 中途移籍

#### IN
| Pos | 選手名   | 生年月日 (年齢)        | 前所属       | 発表日         | 備考     |
| DF  | 黒宮渉   | 1998年12月21日（21歳） | 作新学院大学 | 2020年08月07日 | 新加入   |
| DF  | 小田島怜 | 1996年6月10日（24歳）  | SC相模原     | 2020年08月25日 | 完全移籍 |

#### OUT
| Pos | 選手名   | 生年月日 (年齢)       | 在籍期間      | 契約解除 発表日 | 移籍先             | 移籍先 発表日  | 備考     |
| DF  | 按田頼   | 1997年5月7日（23歳）  | 2018年-2020年 | 2020年06月16日  | ノルブリッツ北海道 | 2020年01月31日 | 完全移籍 |
| MF  | 今吉晃平 | 1998年3月14日（22歳） | 2020年        | 2020年08月25日  | 引退               | 2020年08月25日 | 完全引退 |

## 結果

### 日本フットボールリーグ（JFL）

#### 節別成績表
優勝・J3昇格
      2位・J3昇格
      3位・J3昇格圏内
      4位・J3昇格圏内
      降格
| 節     | 16 | 17 | 18 | 19 | 20 | 21 | 22 | 23 | 24 | 25 | 26 | 27 | 28 | 29 | 30 |
| ------ | -- | -- | -- | -- | -- | -- | -- | -- | -- | -- | -- | -- | -- | -- | -- |
| 開催地 | H  | A  | A  | H  | H  | A  | H  | A  | H  | A  | H  | H  | A  | H  | A  |
| 結果   | W  | L  | W  | L  | W  | D  | W  | L  | L  | L  | D  | W  | W  | D  | L  |
| 順位   | 2  | 6  | 5  | 6  | 5  | 6  | 3  | 6  | 7  | 10 | 11 | 9  | 6  | 6  | 7  |

最終更新日：2020年11月22日.
出典：日本フットボールリーグオフィシャルWebサイト

開催地：A = アウェー、H = ホーム。結果： D = 引き分け、 L = 敗戦、W = 勝利。

#### 対戦成績概要
勝利
      引分
      敗戦
| 対戦相手           | 結果  | 対戦相手         | 結果  | 対戦相手               | 結果  |
| ------------------ | ----- | ---------------- | ----- | ---------------------- | ----- |
| Honda FC           | 1 - 1 | ヴェルスパ大分   | 4 - 1 | 鈴鹿ポイントゲッターズ | 1 - 2 |
| ソニー仙台FC       | 1 - 2 | FC大阪           | 3 - 2 | ラインメール青森FC     | 0 - 1 |
| 東京武蔵野シティFC | 1 - 2 | MIOびわこ滋賀    | 3 - 0 | 奈良クラブ             | 2 - 1 |
| テゲバジャーロ宮崎 | 0 - 3 | ヴィアティン三重 | 1 - 1 | 松江シティFC           | 3 - 1 |
| ホンダロックSC     | 1 - 2 | FCマルヤス岡崎   | 0 - 2 | 高知ユナイテッドSC     | 4 - 3 |

#### 節別試合結果
開幕戦及びホーム開幕戦は2020年1月14日に、全日程は2020年2月14日に 発表された。
なお、新型コロナウイルスの影響により、2月27日に開幕戦及びホーム開幕戦（第2節） が、3月16日に第3節 が、3月25日に第4節及び第5節 が、4月7日に第6節 が延期となった。
その後、4月15日に大会方式が変更となり、1回戦総当たりリーグ方式に変更になった。これにより、第1節から第15節が中止となった。ホーム戦は8試合（うち、いわきグリーンフィールド6試合、Jヴィレッジスタジアム2試合）。
      勝利
      引分
      敗戦
| 第1節 2020年3月15日 | 奈良クラブ | 中止 | いわきFC | 奈良                       |  |
| 13:00               |            |      |          | 競技場: ならでんフィールド |  |

| 第2節 2020年3月22日 | いわきFC | 中止 | ヴェルスパ大分 | いわき                           |  |
| 13:00               |          |      |                | 競技場: いわきグリーンフィールド |  |

| 第3節 2020年3月28日 | ソニー仙台FC | 中止 | いわきFC | 仙台                             |  |
| 13:00               |              |      |          | 競技場: ユアテックスタジアム仙台 |  |

| 第4節 2020年04月05日 | いわきFC | 中止 | 鈴鹿ポイントゲッターズ | いわき                           |  |
| 13:00                |          |      |                        | 競技場: いわきグリーンフィールド |  |

| 第5節 2020年04月11日 | FC大阪 | 中止 | いわきFC | 大阪豊中                   |  |
| 13:00                |        |      |          | 競技場: 服部緑地陸上競技場 |  |

| 第6節 2020年04月26日 | いわきFC | 中止 | MIOびわこ滋賀 | 福島広野                      |  |
| 13:00                |          |      |               | 競技場: Jヴィレッジスタジアム |  |

| 第7節 2020年05月03日 | 松江シティFC | 中止 | いわきFC | 松江                       |  |
| 13:00                |              |      |          | 競技場: 松江市営陸上競技場 |  |

| 第8節 2020年05月17日 | いわきFC | 中止 | FCマルヤス岡崎 | いわき                           |  |
| 13:00                |          |      |                | 競技場: いわきグリーンフィールド |  |

| 第9節 2020年05月30日 | ホンダロックSC | 中止 | いわきFC | 宮崎延岡                                 |  |
| 13:00                |                |      |          | 競技場: 延岡市西階総合運動公園陸上競技場 |  |

| 第10節 2020年06月06日 | 高知ユナイテッドSC | 中止 | いわきFC | 高知                                       |  |
| 13:00                 |                    |      |          | 競技場: 高知県立春野総合運動公園陸上競技場 |  |

| 第11節 2020年06月14日 | いわきFC | 中止 | ラインメール青森FC | いわき                           |  |
| 13:00                 |          |      |                    | 競技場: いわきグリーンフィールド |  |

| 第12節 2020年06月21日 | ヴィアティン三重 | 中止 | いわきFC | 三重東員                             |  |
| 13:00                 |                  |      |          | 競技場: 東員町スポーツ公園陸上競技場 |  |

| 第13節 2020年06月28日 | いわきFC | 中止 | テゲバジャーロ宮崎 | 福島広野                      |  |
| 13:00                 |          |      |                    | 競技場: Jヴィレッジスタジアム |  |

| 第14節 2020年07月04日 | Honda FC | 中止 | いわきFC | 浜松                         |  |
| 18:00                 |          |      |          | 競技場: ホンダ都田サッカー場 |  |

| 第15節 2020年07月12日 | いわきFC | 中止 | 東京武蔵野シティFC | いわき                           |  |
| 15:00                 |          |      |                    | 競技場: いわきグリーンフィールド |  |

| 第16節 2020年07月18日 | いわきFC                      | 2-1      | 奈良クラブ   | 福島広野                                                        |  |
| 18:00                 | 岩渕弘人 65分 · 鈴木翔大 86分 | 公式記録 | 鈴木一朗 1分 | 競技場: Jヴィレッジスタジアム 観客数: 無観客試合 主審: 大田智寛 |  |

| 第17節 2020年08月23日 | ヴェルスパ大分                                    | 4-1      | いわきFC    | 大分 |  |
| 15:00                 | 中野匠 40分 · 薮内健人 42分 · 利根瑠偉 49分, 76分 | 公式記録 | 日高大 30分 | 競技場: 昭和電工サッカー・ラグビー場 観客数: 無観客試合 主審: 宮原一也 副審: 横山拓哉 第4の審判員: 黒田大貴 |  |

| 第18節 2020年08月30日 | FCマルヤス岡崎 | 0-2      | いわきFC                    | 名古屋                                                                                            |  |
| 15:00                 |                | 公式記録 | 鈴木翔大 28分 · 日高大 34分 | 競技場: 名古屋市港サッカー場 観客数: 無観客試合 主審: 原田雅士 副審: 勝部健 第4の審判員: 杉浦一輝 |  |

| 第19節 2020年09月06日 | いわきFC      | 1-2      | ホンダロックSC                    | いわき                                                                                                 |  |
| 15:00                 | 鈴木翔大 49分 | 公式記録 | 長谷川雄介 27分 · 諏訪園良平 83分 | 競技場: いわきグリーンフィールド 観客数: 1,162人 主審: 千葉直史 副審: 手代木直美 第4の審判員: 渡辺隼人 |  |

| 第20節 2020年09月13日 | いわきFC                                 | 4-3      | 高知ユナイテッドSC                                | いわき                                                                                               |  |
| 15:00                 | 谷村海那 7分, 55分 · 山口大輝 57分, 82分 | 公式記録 | 平田拳一朗 13分 · 長尾善公 45+2分 · 泉光輝 90+6分 | 競技場: いわきグリーンフィールド 観客数: 1,014人 主審: 大田智寛 副審: 坊菌真琴 第4の審判員: 小松拓哉 |  |

| 第21節 2020年09月20日 | ラインメール青森FC | 1-1      | いわきFC    | 青森 |  |
| 13:00                 | 行武大希 8分       | 公式記録 | 黒宮渉 55分 | 競技場: カクヒログループ アスレチックスタジアム 観客数: 605人 主審: 長田望 副審: 荒上修人 第4の審判員: 藤ヶ森幸夫 |  |

| 第22節 2020年09月27日 | いわきFC                           | 3-2      | FC大阪                            | 福島広野                                                                                      |  |
| 13:00                 | 岩渕弘人 7分, 62分 · 鈴木翔大 85分 | 公式記録 | 岩本知幸 77分 · 久保田駿斗 90+1分 | 競技場: Jヴィレッジスタジアム 観客数: 907人 主審: 塚原健 副審: 橋本真光 第4の審判員: 高口俊樹 |  |

| 第23節 2020年10月03日 | 鈴鹿ポイントゲッターズ | 1-0      | いわきFC | 鈴鹿                                                                                      |  |
| 13:00                 | 和田篤紀 40分          | 公式記録 |          | 競技場: AGF鈴鹿陸上競技場 観客数: 217人 主審: 大橋侑祐 副審: 若松亮 第4の審判員: 間島宗一 |  |

| 第24節 2020年10月18日 | いわきFC      | 1-2      | ソニー仙台FC                | いわき                                                                                             |  |
| 13:00                 | 山口大輝 67分 | 公式記録 | 荻原健太 15分 · 佐藤碧 43分 | 競技場: いわきグリーンフィールド 観客数: 1,424人 主審: 長谷拓 副審: 坊薗真琴 第4の審判員: 岡部光宏 |  |

| 第25節 2020年10月25日 | 東京武蔵野シティFC            | 2-1      | いわきFC      | 武蔵野                                                                                                 |  |
| 13:00                 | 差波優人 40分 · 金田拓海 76分 | 公式記録 | 寺村浩平 14分 | 競技場: 武蔵野市立武蔵野陸上競技場 観客数: 907人 主審: 大田智寛 副審: 手代木直美 第4の審判員: 斎藤雅也 |  |

| 第26節 2020年11月01日 | いわきFC    | 1-1      | Honda FC      | いわき                                                                                               |  |
| 13:00                 | 日高大 81分 | 公式記録 | 岡﨑優希 16分 | 競技場: いわきグリーンフィールド 観客数: 1,314人 主審: 原田雅士 副審: 伊勢裕介 第4の審判員: 國谷亮介 |  |

| 第27節 2020年11月08日 | いわきFC                                      | 3-1      | 松江シティFC  | いわき                                                                                             |  |
| 13:00                 | 金大生 28分 · 鈴木翔大 35分 · 寺村浩平 45+3分 | 公式記録 | 垣根拓也 11分 | 競技場: いわきグリーンフィールド 観客数: 1,354人 主審: 塚原健 副審: 坊薗真琴 第4の審判員: 馬上一彦 |  |

| 第28節 2020年11月15日 | MIOびわこ滋賀 | 0-3      | いわきFC                                                  | 滋賀東近江                                                                                            |  |
| 13:00                 |               | 公式記録 | 日高大 17分 · ウェズレイ・ロドリゲス 63分 · 平岡将豪 85分 | 競技場: 東近江市布引運動公園陸上競技場 観客数: 352人 主審: 堀 善仁 副審: 勝部健 第4の審判員: 田代善弘 |  |

| 第29節 2020年11月22日 | いわきFC      | 1-1      | ヴィアティン三重 | いわき                                                                                               |  |
| 13:00                 | 小田島怜 65分 | 公式記録 | 塩谷仁 11分      | 競技場: いわきグリーンフィールド 観客数: 1,828人 主審: 塚原健 副審: 手代木直美 第4の審判員: 佐藤光将 |  |

| 第30節 2020年11月29日 | テゲバジャーロ宮崎 | 0-3      | いわきFC                            | 宮崎 |  |
| 13:00                 |                    | 公式記録 | 梅田魁人 27分 · 渡邊龍 64分, 90+3分 | 競技場: 宮崎県総合運動公園陸上競技場 観客数: 2,203人 主審: 宮原一也 副審: 柳岡拓磨 第4の審判員: 南薗憲周 |  |

### 天皇杯
勝利
      引分
      敗戦
| 1回戦 2020年9月16日 | いわきFC                                                          | 4-0      | 大山サッカークラブ | 福島広野                                                                                           |  |
| 15:00               | 松本健太郎 29分 · 谷村海那 60分 · 滝沢昴司 77分 · 平岡将豪 90+4分 | 公式記録 |                    | 競技場: Jヴィレッジスタジアム 観客数: 無観客試合 主審: 塚原健 副審: 荒上修人 第4の審判員: 中村悠二 |  |

| 2回戦 2020年9月23日 | いわきFC | 0-3      | ラインメール青森FC                  | 福島広野                                                                                           |  |
| 15:00               |          | 公式記録 | 和田響稀 18分, 79分 · 新田裕平 89分 | 競技場: Jヴィレッジスタジアム 観客数: 無観客試合 主審: 加藤正和 副審: 清水拓 第4の審判員: 中村悠二 |  |

#### 県予選
第25回福島県サッカー選手権大会 兼 天皇杯 JFA 第100回全日本サッカー選手権福島県代表決定戦
新型コロナウイルスの影響により、いわきFCは当初準決勝からの出場を予定していたが、大会規模が縮小され、福島ユナイテッドFCとの決勝のみ開催することとなった。
なお、当初予定していた5月10日の試合については、延期となった。
その後、7月20日に開催中止とすることとし、福島県サッカー協会からの推薦により天皇杯出場が決定した。
      勝利
      引分
      敗戦
| 決勝 2020年05月10日 | 福島ユナイテッドFC | 延期 | いわきFC | 福島広野                      |  |
| 13:00               |                    |      |          | 競技場: Jヴィレッジスタジアム |  |

## できごと
- 2月14日
  - 第22回日本フットボールリーグ（JFL）の全試合日程が発表[26][33]。いわきグリーンフィールドで11試合、広野町・楢葉町のJヴィレッジスタジアムで4試合開催する。
  - ホーム開幕戦を福島民友新聞プレゼンツマッチとして開催することを発表。本戦はいわき市内小・中・高校生が無料招待される[34]。
- 2月21日 - バスケス・バイロン選手が、チリ1部リーグ（プリメーラ・ディビシオン）ウニベルシダ・カトリカに期限付き移籍することを発表[35]。
- 2月25日 - いわきFCがJリーグ百年構想クラブに認定された。これに伴い、双葉郡の8町村をホームタウンに追加する[36]。
- 2月29日 - 山下優人選手が、右膝前十字靭帯断裂のため2月25日に手術を受けていたことを発表。全治6ヶ月の診断[37]。
- 3月1日 - 似鳥康太選手が2019年10月1日に入籍していたことを発表[38]。
- 4月9日 - 天皇杯福島県代表決定戦が、新型コロナウイルスの影響により開催延期となった[39]。
- 4月15日 - 新型コロナウイルス感染拡大の影響により、第22回日本フットボールリーグ（JFL）の大会方式が変更となった[31]。第1節 - 第15節を中止し、第16節 - 第30節による1回総当たりリーグ方式に変更となった。ホーム戦は8試合で、いわきグリーンフィールド6試合、Jヴィレッジスタジアム2試合が組まれる[32]。
- 8月23日 - 第22回日本フットボールリーグ（JFL）第17節にてヴェルスパ大分に1-4で敗戦し、2014年9月21日福島3部西ブロックサッカーリーグ第7節以来、70試合・約5年11ヶ月ぶりのリーグ戦敗戦となった。
- 8月28日 - 第22回日本フットボールリーグ（JFL）第20節（対戦相手：高知ユナイテッドSC）を「第一生命 PRESENTS 海ごみゼロDAY」として開催することを発表[40]。
- 9月4日 - 天皇杯 JFA 第100回全日本サッカー選手権大会の1回戦～3回戦の組み合わせが決定する[41]。1回戦は山形県代表の大山サッカークラブと対戦する。会場は1回戦及び2回戦は広野町の「Jヴィレッジスタジアム」にて開催する。
- 9月8日 - 今シーズン途中退団となった按田頼選手が、北海道サッカーリーグノルブリッツ北海道FCへ移籍することを発表[42]。
- 9月9日 - 天皇杯 JFA 第100回全日本サッカー選手権大会の1回戦及び2回戦（いずれも福島県開催）が、無観客試合として開催することを発表[43]。
- 9月11日 - 第22回日本フットボールリーグ（JFL）第22戦（対戦相手：FC大阪）を「ANAプレゼンツマッチ」として開催することを発表[44]。新型コロナウイルス感染症の影響により続いていた無観客試合から、今季初の有観客試合となるため、試合前にホームタウン首長によるキックインセレモニーも併せて開催される。
- 9月15日 - Jリーグ理事会において、2021年シーズンのJ3クラブライセンスの交付を受ける[45]。今後、第22回日本フットボールリーグ（JFL）にで4位以内、かつ百年構想クラブのうち上位2クラブ内に入れば、2021年シーズンのJ3入りが確実的になるほか、11月のJリーグ理事会にて入会が審議される。